# Montevarchi Calcio Aquila 1902 2002-2003
Questa pagina raccoglie le informazioni riguardanti il Montevarchi Calcio Aquila 1902 nelle competizioni ufficiali della stagione 2002-2003.

## Rosa
| N. |                   | Ruolo | Calciatore           |
| -- | ----------------- | ----- | -------------------- |
|    | Italia (bandiera) | D     | Antonio Altamura     |
|    | Italia (bandiera) | D     | Fabrizio Arabia      |
|    | Italia (bandiera) | A     | Massimiliano Benfari |
|    | Italia (bandiera) | P     | Federico Bigliazzi   |
|    | Italia (bandiera) | C     | Antongiulio Bonacci  |
|    | Italia (bandiera) | P     | Giacomo Brandi       |
|    | Italia (bandiera) | D     | Luca Cacioli         |
|    | Italia (bandiera) | A     | Marco Cellini        |
|    | Siria (bandiera)  | C     | Merai Chadi Cheikh   |
|    | Italia (bandiera) | D     | Riccardo Contadini   |
|    | Italia (bandiera) | C     | Jonathan Cusini      |
|    | Italia (bandiera) | C     | Dante D'Amato        |
|    | Italia (bandiera) | A     | Fabio Del Prete      |
|    | Italia (bandiera) | C     | Pasquale De Vincenzo |

| N. |                   | Ruolo | Calciatore               |
| -- | ----------------- | ----- | ------------------------ |
|    | Italia (bandiera) | C     | Simone Guerri            |
|    | Italia (bandiera) | D     | Marcello La Bruna        |
|    | Italia (bandiera) | C     | Omar Lepri               |
|    | Italia (bandiera) | C     | Francesco Mocarelli      |
|    | Italia (bandiera) | D     | Riccardo Rocchini        |
|    | Italia (bandiera) | A     | Claudio Salvi            |
|    | Italia (bandiera) | D     | Ibrahiman Scandroglio    |
|    | Italia (bandiera) | D     | Emanuele Simoni          |
|    | Italia (bandiera) | C     | Lorenzo Spagnoli         |
|    | Italia (bandiera) | C     | Paolo Stò                |
|    | Italia (bandiera) | A     | Lorenzo Tarpani          |
|    | Italia (bandiera) | D     | Francesco Giuseppe Tomei |
|    | Italia (bandiera) | C     | Luca Vigna               |
|    | Italia (bandiera) | C     | Felice Zampedri          |